# Plopu
Plopu è un comune della Romania di 2 381 abitanti, ubicato nel distretto di Prahova, nella regione storica della Muntenia. 
Il comune è formato dall'unione di 4 villaggi: Gâlmeia, Hârsa, Nisipoasa, Plopu.